# Paenniout
Paenniout (« celui de la ville ») est un important fonctionnaire de l'Égypte antique en charge pendant le règne de Toutânkhamon. Il est représenté dans la tombe TT40 qui appartient au vice-roi de Koush Amenhotep Houy et est également connu par une stèle trouvée dans l'oasis de Kourkour.
Dans la tombe d'Amenhotep Houy, il apparaît dans la salle transversale, mur Est, côté Sud, dans la partie du départ du vice-roi pour la Nubie, sur un registre où, derrière Amenhotep Houy, il porte des sacs de poudre d'or. Il y porte le titre « Gouverneur de la forteresse de Sehetepnetjerou, Paenniout », gouverneur de la forteresse de Faras,.
Sur la stèle, il porte plusieurs titres, dont celui de « surveillant du double grenier » et de « gouverneur à Douatnéfert ». Le titre le plus important est cependant celui de « gouverneur de Ouaouat ». Ouaouat était le mot égyptien pour désigner la Basse-Nubie et avec ce poste, Paenniout est l'un des plus importants fonctionnaires chargé de cette province qui était à cette époque sous contrôle égyptien.